# Travelers Rest (Caroline du Sud)
Pour les articles homonymes, voir Travelers Rest.
La ville de Travelers Rest est située dans le comté de Greenville, dans l’État de Caroline du Sud, aux États-Unis. Sa population s’élevait à 4 576 habitants lors du recensement de 2010, estimée à 5 253 habitants en 2018.

## Démographie
| Groupe            | Travelers Rest | Caroline du Sud | États-Unis |
| ----------------- | -------------- | --------------- | ---------- |
| Blancs            | 79,9           | 66,2            | 72,4       |
| Afro-Américains   | 15,3           | 27,9            | 12,6       |
| Autres            | 1,8            | 2,6             | 6,4        |
| Métis             | 1,6            | 1,7             | 2,9        |
| Asiatiques        | 1,1            | 1,3             | 4,8        |
| Amérindiens       | 0,2            | 0,4             | 0,9        |
| Total             | 100            | 100             | 100        |
|                   |                |                 |            |
| Latino-Américains | 4,5            | 5,1             | 16,7       |

Selon l’American Community Survey, pour la période 2011-2015, 95,91 % de la population âgée de plus de 5 ans déclare parler anglais à la maison, alors que 2,21 % déclare parler l'espagnol, 0,77 % le français et 1,11 % une autre langue.
| 1960  | 1970  | 1980  | 1990  | 2000  | 2010  |
| ----- | ----- | ----- | ----- | ----- | ----- |
| 1 973 | 2 241 | 3 017 | 3 069 | 4 099 | 4 576 |